# Döbelner Anzeiger (Zeitung)
Der Döbelner Anzeiger ist eine Lokalausgabe der Sächsischen Zeitung. Er erschien erstmals am 27. April 1990 in Döbeln, Hartha, Leisnig, Roßwein, Waldheim und Ostrau. Die verkaufte Auflage beträgt 5073 Exemplare, ein Minus von 67,2 Prozent seit 1998.

## Geschichte
Gegründet wurde die Zeitung vom Verleger des Hellweger Anzeigers in Unna, Günter Rubens. Unna ist seit 1989 Partnerstadt von Döbeln. Zu der Zeitungsgründung kam es auf Bitten des Runden Tisches in Döbeln unter Vorsitz von Pfarrer Rainer Landgraf.
Der Titel orientiert sich am Döbelner Anzeiger, der bis 1945 in Döbeln von Verleger Thallwitz herausgegeben wurde. Die Zeitung wurde anfangs bei den Graphischen Betrieben F.W. Rubens in Unna gedruckt und bezog ihre überregionalen Nachrichten auch vom Hellweger Anzeiger, später von der Freien Presse (Chemnitz) und schließlich von der Sächsischen Zeitung (Dresden).
Nach dem Verkauf der Zeitung 2006 an das Dresdner Druck- und Verlagshaus ist er unter dem alten Titel eine Lokalausgabe der Sächsischen Zeitung. Für die Herausgabe der Lokalausgabe existiert eine eigene regionale Gesellschaft: DDV Döbeln GmbH. Geschäftsführerin der Redaktion und Regionalleiterin der Lokalredaktion Döbeln ist Elke Görlitz. Verlagsgeschäftsführer ist Matthias Poch.

## Auflage
Der Döbelner Anzeiger hat in den vergangenen Jahren erheblich an Auflage eingebüßt. Die verkaufte Auflage ist in den vergangenen 10 Jahren um durchschnittlich 5,6 % pro Jahr gesunken. Im vergangenen Jahr hat sie um 9,5 % abgenommen. Sie beträgt gegenwärtig 5073 Exemplare. Der Anteil der Abonnements an der verkauften Auflage liegt bei 90,3 Prozent.
| 1998  | 1999  | 2000  | 2001  | 2002  | 2003  | 2004  | 2005  | 2006  | 2007  | 2008  | 2009  | 2010  | 2011  | 2012 | 2013 | 2014 | 2015 | 2016 | 2017 | 2018 | 2019 | 2020 | 2021 | 2022 | 2023 | 2024 |
| ----- | ----- | ----- | ----- | ----- | ----- | ----- | ----- | ----- | ----- | ----- | ----- | ----- | ----- | ---- | ---- | ---- | ---- | ---- | ---- | ---- | ---- | ---- | ---- | ---- | ---- | ---- |
| 15472 | 15199 | 14891 | 14403 | 13895 | 13482 | 12852 | 11622 | 11310 | 11237 | 10924 | 10649 | 10356 | 10050 | 9740 | 9487 | 9047 | 8939 | 8619 | 8398 | 7970 | 7617 | 7055 | 6683 | 6189 | 5603 | 5073 |